# Alticotius de Alticotiis
Alticotius de Alticotiis (falecido em 1575) foi um prelado católico romano que serviu como bispo de Guardialfiera de 1572 a 1575.

## Biografia
No dia 13 de agosto de 1572, Alticotius de Alticotiis foi nomeado pelo Papa Gregório XIII como Bispo de Guardialfiera. Serviu como Bispo de Guardialfiera até à sua morte em 1575.